# Joseph Alvinczy von Berberek

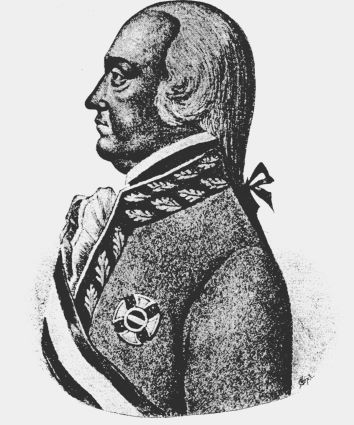
Joseph Alvinczy von Borberek

Joseph Alvinczi von Borberek, ou József Alvinczi de Borberek (Alvintzy) (1 de fevereiro de 1735—25 de setembro de 1810) foi um oficial do exército dos Habsburgos e Marechal de Campo do Império Austríaco.

## Início da carreira
Da etnia dos magiares, nasceu na Transilvânia, no local hoje conhecido como Vințu de Jos (Alvinc ou Alwintz em  húngaro), e passou sua infância na casa do  Conde Ferenc Gyulai até ser recrutado para o seu regimento como Fähnrich (Aspirante), aos 14 anos. Em 1753, atingiu o posto de Hauptmann (Capitão).
Durante a Guerra dos Sete Anos, Alvinczy liderou tropas de granadeiros nas batalhas de Torgau e Teplitz, onde sua liderança lhe rendeu promoção a Segundo Major. Ao final da guerra, Alvinczy empenhou-se na implementação das novas regras de Franz Moritz von Lacy por todo o exército.  